# 테스 홀리데이
테스 홀리데이(Tess Holliday, 1985년 7월 5일 ~ )는 미국의 플러스 사이즈 모델, 분장사, 블로거이다.